# Второе сражение у Тобаго
Второе сражение у Тобаго произошло 12 декабря 1677 года между голландскими силами под командованием Якоба Бинкеса и французскими силами во главе с графом д'Эстре, пытавшимися отвоевать остров Тобаго.

## Предыстория
Это была вторая попытка французов отбить Тобаго у голландцев. Первая попытка, которая не принесла ожидаемого результата, была предпринята в начале того же года. Французы тогда заявили о своей победе, что вызвало обоснованные сомнения в этом. Униженный этим Людовик XIV отреагировал быстро, приказав снарядить новый флот. Д'Эстре, вновь назначенный командующим, отбыл из Бреста в Карибское море 7 октября 1677 года. Голландцы, медлившие до этого с отправкой помощи Бинкесу, ускорили свои приготовления в Амстердаме, но эскадра под командованием Халса уже слишком опаздывала.

## Ход боевых действий
7 декабря д'Эстре высадил 1500 человек в бухте Пальмисте. Помня о своей ошибке в марте, на этот раз он напал на форт только с суши. 10 декабря д'Эстре потребовал у Бинкеса сдачи форта, но получил отказ. Как только французские пушки открыли огонь 12 декабря в ответ на яростное сопротивление голландцев, знаменитый французский инженер де Комбе разместил свои мортиры и навёл их на цель. Первая из мин пролетела над целью; вторая упала слишком близко; третья по настильной траектории попала в пороховой погреб, прямо над которым в это время обедал Бинкес со своей командой.

## Итог
Последовавший взрыв убил Бинкеса, почти всех его офицеров и половину гарнизона. В последующем замешательстве французы захватили форт и оставшиеся голландские корабли, уничтожили укрепления, окружающие плантации и дома и захватили в плен около 300 жителей, которых впоследствии отправили во Францию. Затем д'Эстре отправился на Мартинику, а остров снова был оставлен.

## В культуре

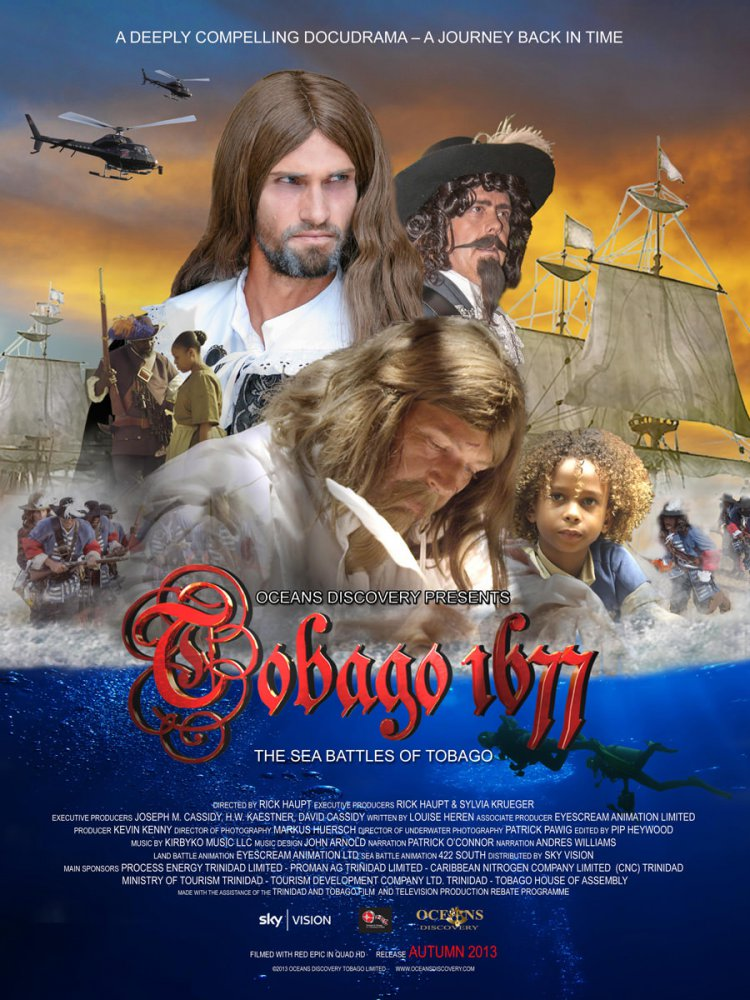
Постер к фильму «Tobago 1677»

- Tobago 1677 — документальная драма, снятая Oceans Discovery[1] с использованием результатов подводной археологической экспедиции[2].